# 迷走神经
迷走神经（英語：Vagus nerve）是腦神經，亦稱第十對腦神經（tenth cranial nerve）， 编号X。
迷走神经属混合性神经，是人的脑神經中最长和分布范围最广的一組神經，含有感觉、运动和副交感神经纤维。
迷走神经出延髓，从颅底穿出后，沿着食道两旁，纵贯颈部和胸腔，經位於橫膈上T10高度的食道裂孔入腹部；支配呼吸系统、消化系统的绝大部分和心脏等器官的感觉、运动和腺体的分泌；因此迷走神经损伤會引起循环、呼吸、消化等功能失调。

## 結構
迷走神經發自於延腦的椎體束和下小腦腳之間（稱為疑核的構造），之後會鑽入頸靜脈孔，進到頸動脈鞘之中，沿內頸動脈和內頸靜脈的中間下行至頸、胸、腹部，支配內臟神經。迷走神經中有80－90%是由傳入神經纖維構成，可將感覺信息傳入中樞神經纖維中。
在頸動脈鞘中，迷走神經會先在內頸動脈和外頸動脈之間下行，到兩動脈會合處後，再走到總頸動脈後外側。迷走神經的一般內臟傳入神經（GVA）細胞體會聚集於兩側的迷走神經下神經節。
右側迷走神經會分支出一條上行支，稱為右喉返神經。右喉返神經會繞過右鎖骨下動脈，並上行至氣管和食道。右迷走神經則繼續下行，經過右鎖骨下動脈前方並沿上腔靜脈下行。之後再經右主支氣管後方，並分支加入心、肺，和食道等器官的神經叢。而右迷走神經再經過食道下段後，會形成後迷走神經幹，後進入橫膈的食道裂孔
左迷走神經也同樣經由左總頸動脈和左鎖骨下動脈之間，並附於主動脈弓上。左迷走神經也會分出喉返神經，但與右側不同的是，左喉返神經會繞過主動脈弓，經動脈韌帶左方上行至氣管和食道。而左迷走神經也會分支加入心、肺、食道等器官的神經叢，並形成食道前方的前迷走神經幹，進入食道裂孔進入橫膈下方，進入腹腔支配肝、腎、腸、胃等器官。

### 分支
迷走神经和頸動脈鞘內的總頸動脈及內頸靜脈平行。
- 耳大神經
- 咽神經（英语：Pharyngeal branch of vagus nerve）
- 喉上神經（英语：Superior laryngeal nerve）
- 迷走神經頸上心臟支（英语：Superior cervical cardiac branches of vagus nerve）
- 頸下心臟支（英语：Inferior cervical cardiac branch）
- 喉返神經
- 胸心分支
- 肺神經叢
- 食道神經叢
- 前迷走神經幹
- 後迷走神經幹
- 肺泡的Hering-Breuer reflex

### 神經核
迷走神經之軸突，皆起源或連結至以下四個神經核：
1. 迷走背側神經核 (dorsal nucleus of vagus nerve)（英语：Dorsal nucleus of vagus nerve）：輸出內臟的副交感神經，尤其支配消化道。
2. 疑核 (Nucleus ambiguus)：輸出舌咽神經 (CN IX)與迷走神經的腮弓運動神經 (舌咽神經支配第三腮弓，迷走神經支配第四腮弓)，以及輸出心臟的節前副交感神經元。
3. 孤束核 (Solitary nucleus)：接收味覺訊息、內臟器官的一級輸入。
4. 三叉神經脊核 (Spinal trigeminal nucleus)：接收來自外耳、顱後窩（英语：posterior cranial fossa）硬腦膜、喉嚨黏膜的輸入，包含壓覺、粗觸覺、痛覺、溫度等。

## 其他圖像

人腦內部的腦神經
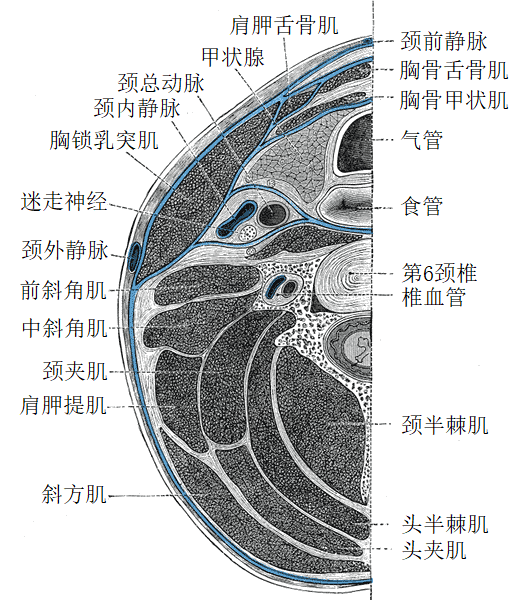
第六頸椎
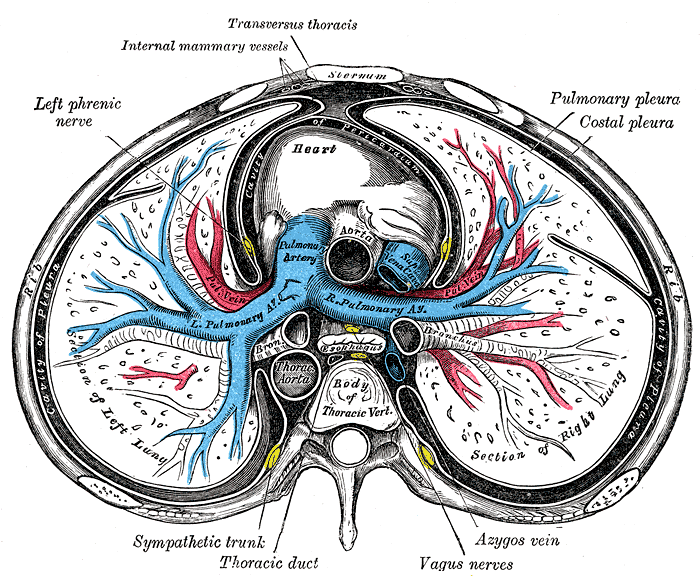
胸部的肺動脈
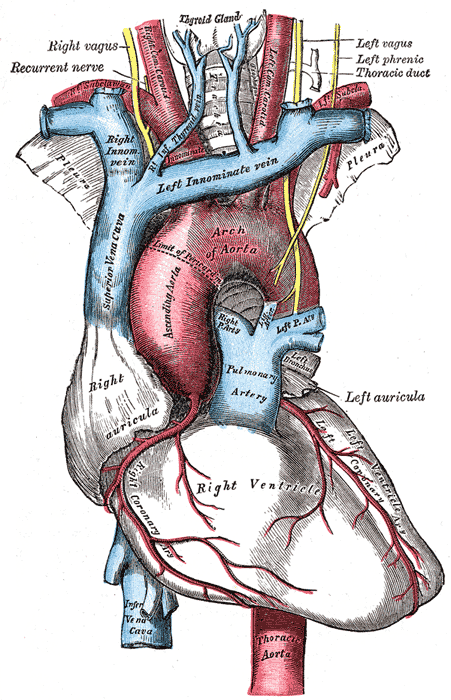
主動脈弓及其分支
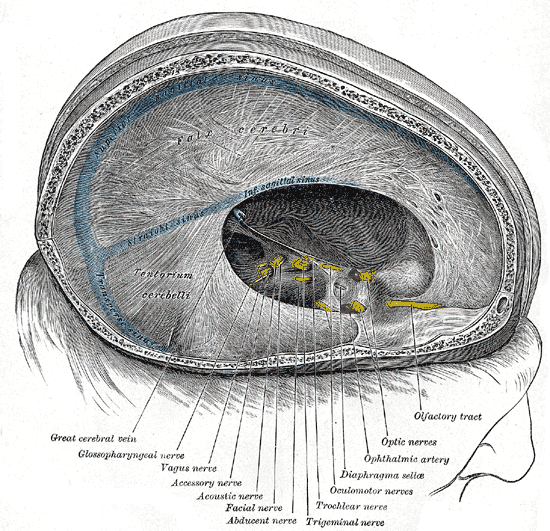
硬腦膜
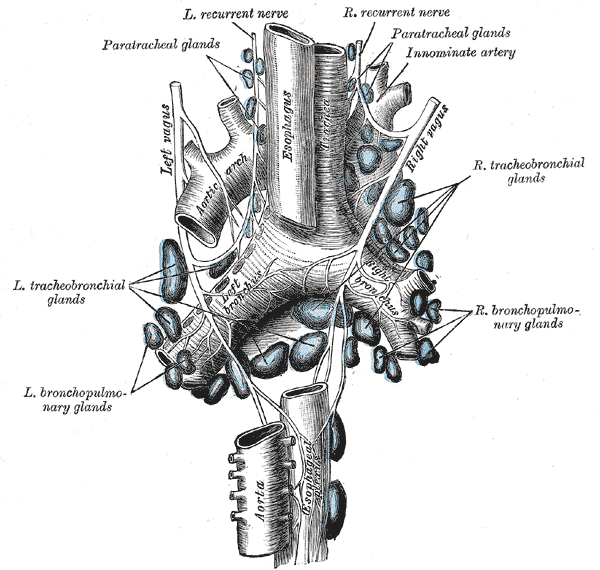
氣管支氣管淋巴結
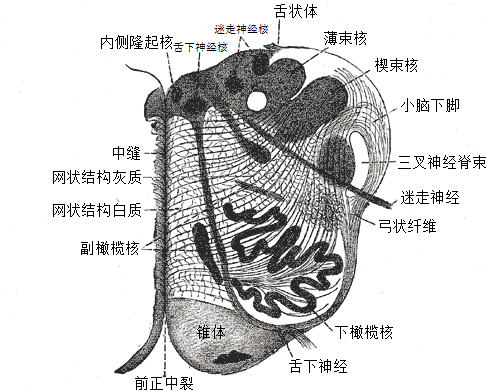
橄欖體中的延髓
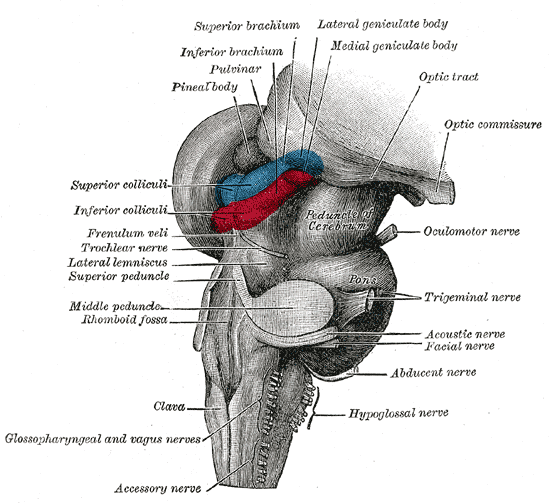
中腦和後腦
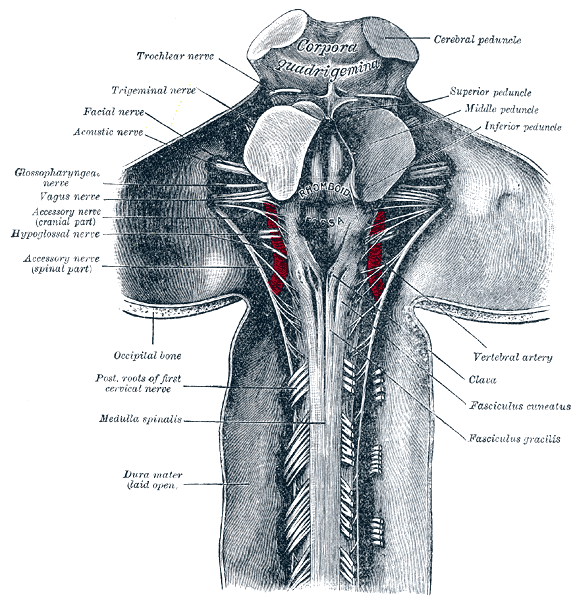
中腦、後腦以及髓質
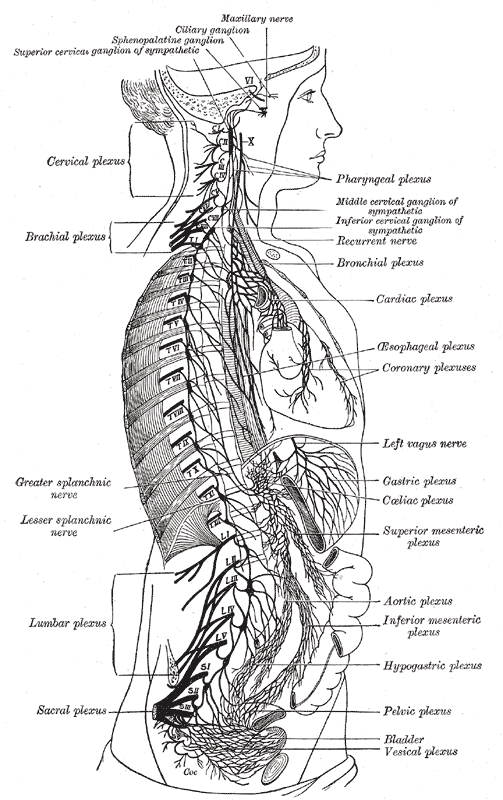
交感神经干和胸椎、腹部以及骨盆神經叢
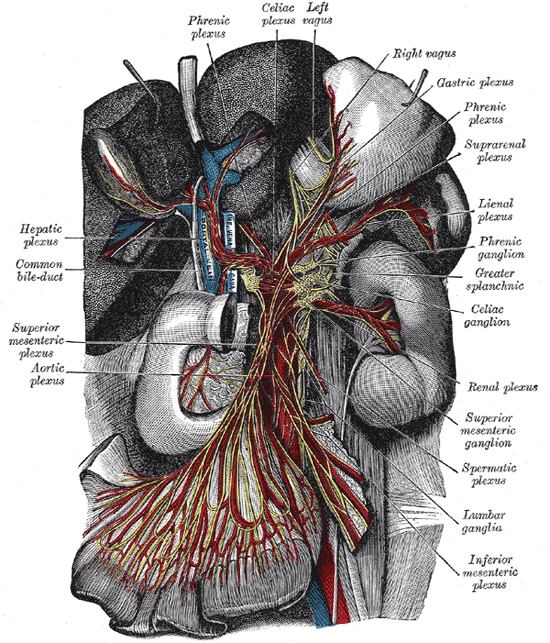
腹腔神经节和交感神經
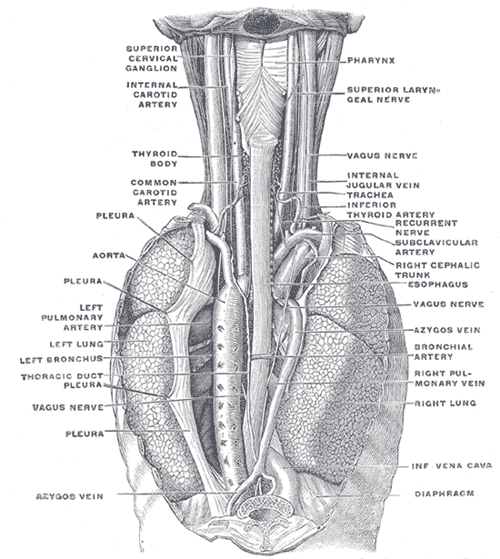
食管和颈部以及後纵隔
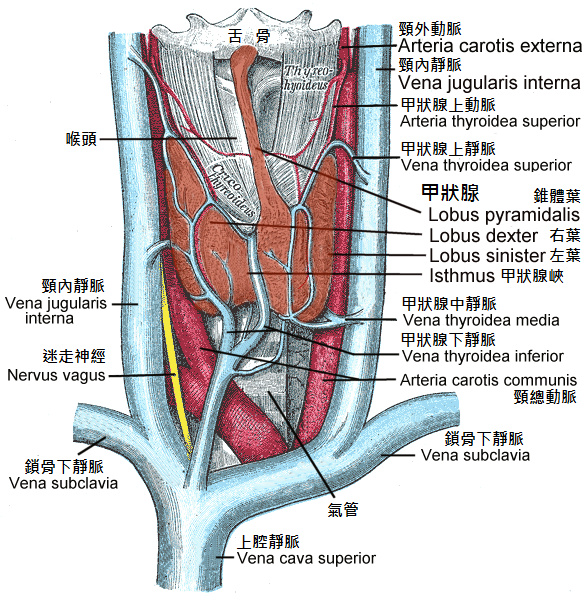
甲狀腺
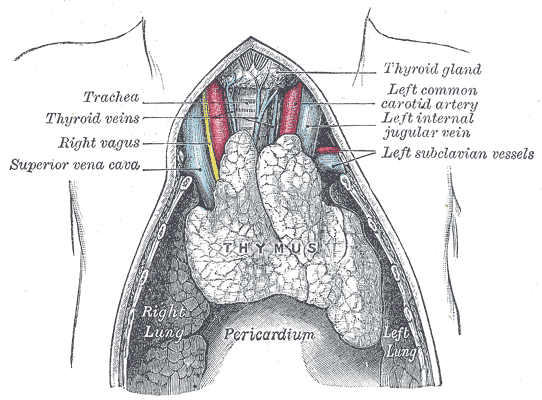
滿月胎兒的胸腺
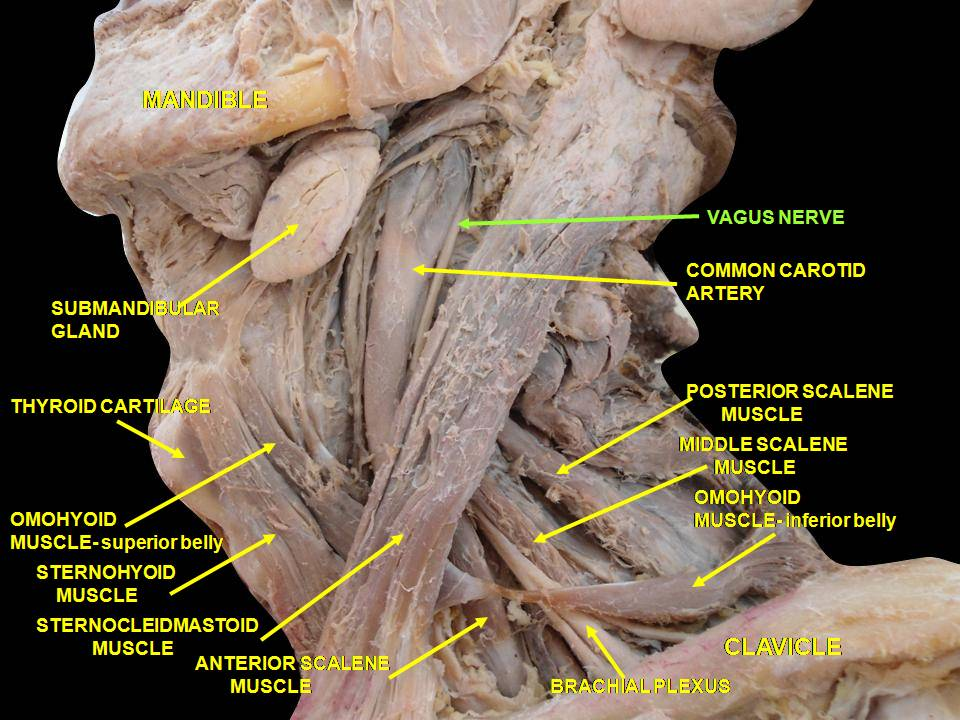
迷走神經深层解剖圖
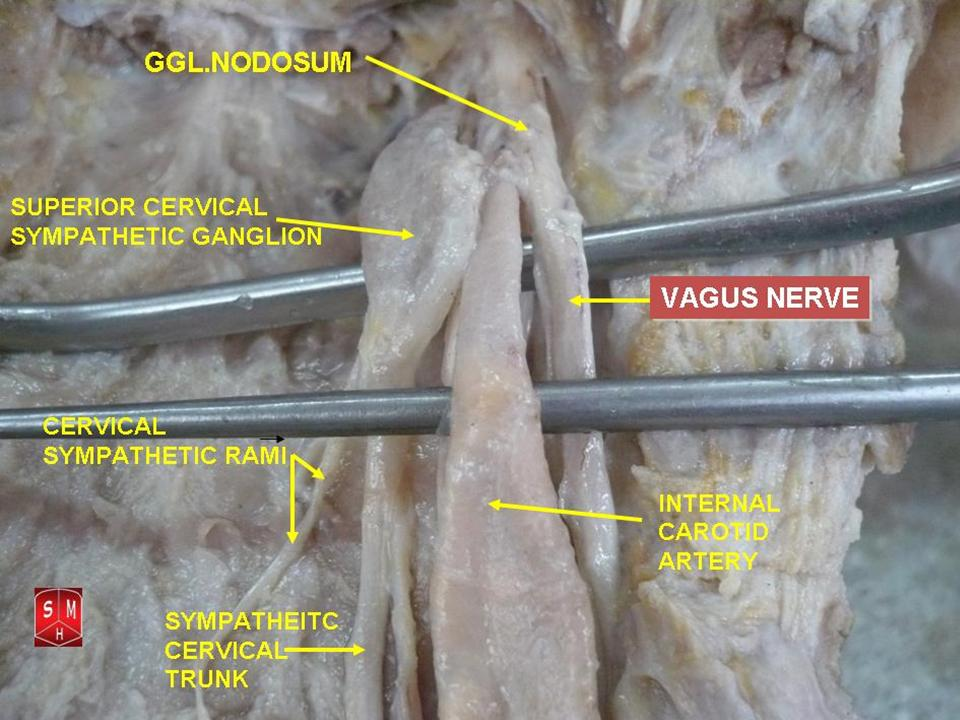
迷走神经解剖圖

## 外部連結
- MedEd at Loyola grossanatomy/h_n/cn/cn1/cn10.htm
- 耶魯大學醫學院提供的腦神經教材 10-1

- figures/chapter_24/24-7.HTM — Basic Human Anatomy at Dartmouth Medical School
- （英文）cranialnerves 在韦斯利诺曼的解剖课上（乔治城大学） (X)
- Notes on Vagus Nerve （页面存档备份，存于）
- 解剖學(Anatomy)-腦神經(cranial nerve)-CN X(迷走神經) （页面存档备份，存于）